# فلوريان ميجيل
فلوريان ميجيل (1 سبتمبر 1996 ببروج في بلجيكا - ) هو لاعب كرة قدم فرنسي في مركز الدفاع.

## روابط خارجية
- فلوريان ميجيل على موقع قاعدة بيانات كرة القدم.إي يو (الإنجليزية)
- فلوريان ميجيل على موقع ليكيب (الفرنسية)
- فلوريان ميجيل على موقع Soccerway.com (الإنجليزية)